# NGC 7450
NGC 7450 је лентикуларна галаксија у сазвежђу Водолија која се налази на NGC листи објеката дубоког неба.
Деклинација објекта је - 12° 55' 4" а ректасцензија 23h 0m 47,7s. Привидна величина (магнитуда) објекта NGC 7450 износи 13,2 а фотографска магнитуда 14,1. NGC 7450 је још познат и под ознакама MCG -2-58-19, MK 1126, PGC 70252.